# Strefa Gurage

Mapa regionów i stref Etiopii.

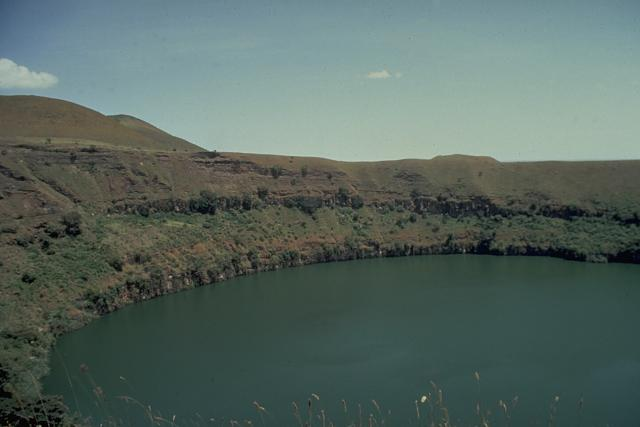
Pole wulkaniczne Butajiri-Silti.

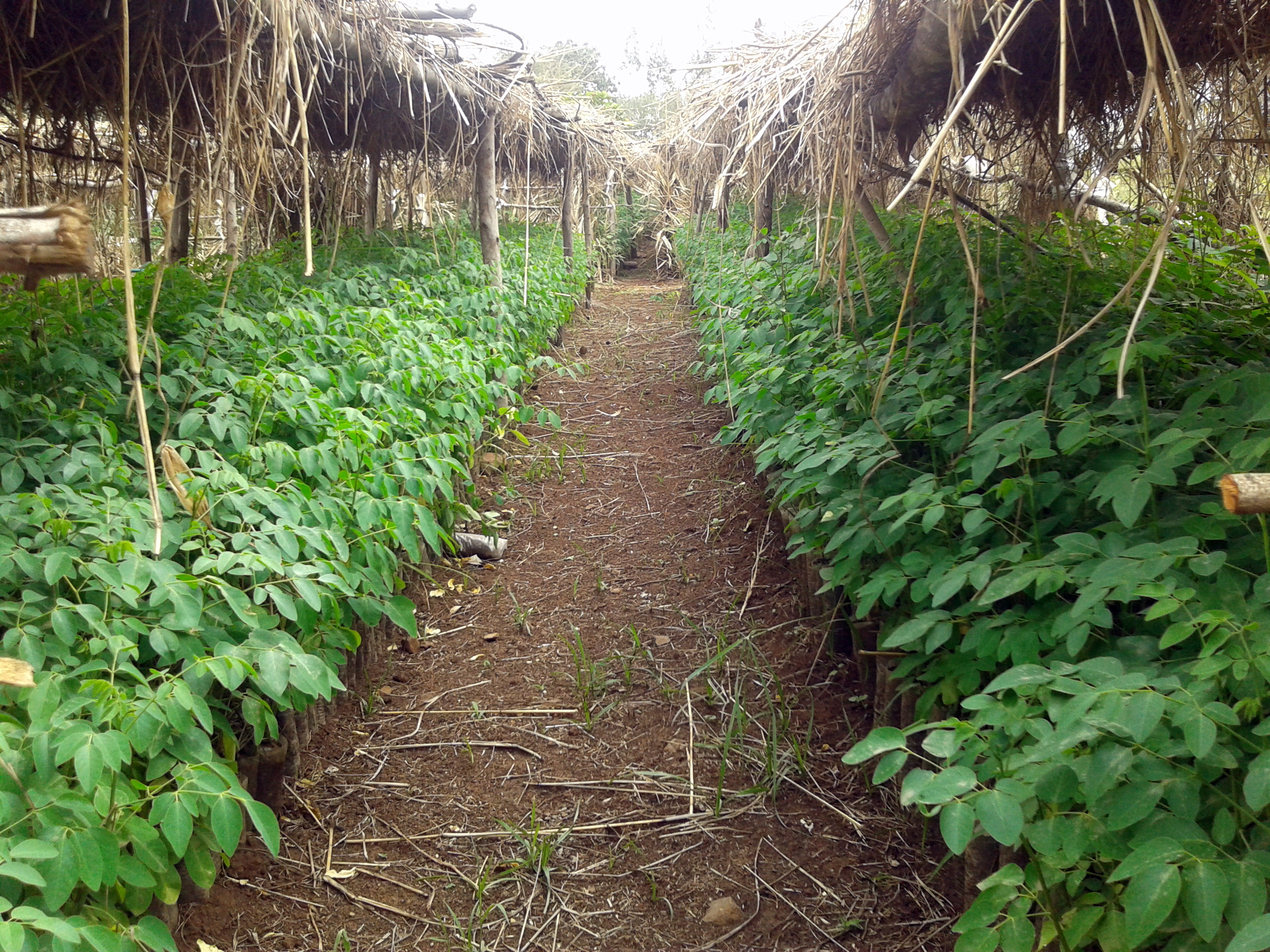
Szkółka Moringa stenopetala w Strefie Gurage.

Strefa Gurage (Gurage Zone) – jedna ze stref w Etiopii, w Regionie Narodów, Narodowości i Ludów Południa. Strefa bierze swoją nazwę od ludu Gurage, który ją zamieszkuje. Centrum administracyjne stanowi miasto Welkite. Do innych ważniejszych miejscowości należą: Butadżira, Endibir, Enseno i Baja'i. Najwyższym szczytem w strefie jest Góra Gurage (3719 m n.p.m.).

## Demografia
Według spisu ludności z 2007 roku strefa miała łączną populację 1 279 646 mieszkańców na powierzchni 5893 km² i gęstość zaludnienia 217 osób/km². Jedynie 9,4% stanowili mieszkańcy miast.
Do głównych grup etnicznych należeli: Gurage (82,0%), Mareko (4,3%), Amharowie (3,4%), Kebena (3,3%), Silt’e (2,7%) i Oromowie (1,7%). Do pozostałych grup etnicznych należało 2,6% populacji.
Pod względem religijnym 51,0% wyznawało islam, 41,9% etiopskie prawosławie, 5,8% było protestantami i 1,1% katolikami.

## Podział administracyjny
W skład strefy wchodzi 15 wored:
| - Abeshge - Butadżira - Cheha - Endegagn - Enemorina Eaner - Ezha - Geta - Gumer - Kebena - Kokir Gedebano - Mareko - Meskane - Muhor Na Aklil - Soddo - Welkite |